# Swiss Private Aviation
Swiss Private Aviation AG — скасована швейцарська авіакомпанія зі штаб-квартирою в Цюриху, яка працювала у сфері чартерних та бізнес-перевезень на реактивних літаках. Повністю належала флагманської авіакомпанії країни Swiss International Air Lines
Компанія також виконувала чартерні контракти за договорами з німецької Lufthansa Private Jet, які раніше виконувалися іншою авіакомпанією Swiss European Air Lines.
Портом приписки перевізника був цюрихський аеропорт Клотен.
У лютому 2011 року авіакомпанія припинила операційну діяльність.

## Історія
Авіакомпанія Servair Private Charter AG була заснована в 1984 році. 17 липня 2008 року перевізник був викуплений флагманської авіакомпанії Swiss International Air Lines і змінив офіційну назву на Swiss Private Aviation. У лютому 2011 року компанія припинила операційну діяльність.

## Флот
Повітряний флот Swiss Private Aviation складали наступні літаки:
- Cessna Citation XLS+
- Cessna Citation CJ1+
- Cessna Citation CJ3
- Hawker 800